# ピーター・ステッビングス
ピーター・ステッビングス（Peter Stebbings、1971年2月28日 - ）は、カナダの俳優。

## 出演作品

### テレビドラマ
- ボルジア家 愛と欲望の教皇一族 シーズン3
- リスナー 心を読む青い瞳 シーズン2～4（アルヴィン・クライン）
- フラッシュポイント -特殊機動隊SRU-
- Xファイル The X-files (1994) シーズン1第14話「性を曲げるもの」
- マードック・ミステリー_〜刑事マードックの捜査ファイル〜 シーズン3(ジェームズ・ペンドリック)

### テレビ映画
- 女子高生VS狼男
- ホスタイル・グラウンド

### 映画
- インモータルズ -神々の戦い-
- ディフェンドー 闇の仕事人
- フローズン・アフター 20XX 孤高のドクター
- K-19
- ピクチャー・クレア
- ノー・アリバイ　氷の疑惑